# ستيل وايكس ذا ديب
لا زال البحر يثور (بالإنجليزية: Still Wakes the Deep)‏ هي لعبة رعب نفسي صدرت عام 2024 على أنظمة بلاي ستيشن 5، إكس بوكس سيريس إكس وسيريس أس، ومايكروسوفت ويندوز.

## القصة
القصة تتبع فني كهرباء يجد نفسه محاصرًا على منصة حفر نفطية تالفة في بحر الشمال في سبعينيات القرن الماضي، دون وجود أي وسيلة للهروب، بينما تطارده وحوش غامضة في ظل ظروف جوية قاسية. تُلعب اللعبة من منظور الشخص الأول، ولا تحتوي على نظام قتال؛ لذا يجب على اللاعبين الاعتماد على التخفي وحل الألغاز البسيطة للبقاء على قيد الحياة. ومع تقدم اللاعب في القصة، تتغير وتتطور منصة الحفر تدريجيًا، رغم أن اللعبة بشكل عام تتبع مسارًا خطيًا.

## التطوير

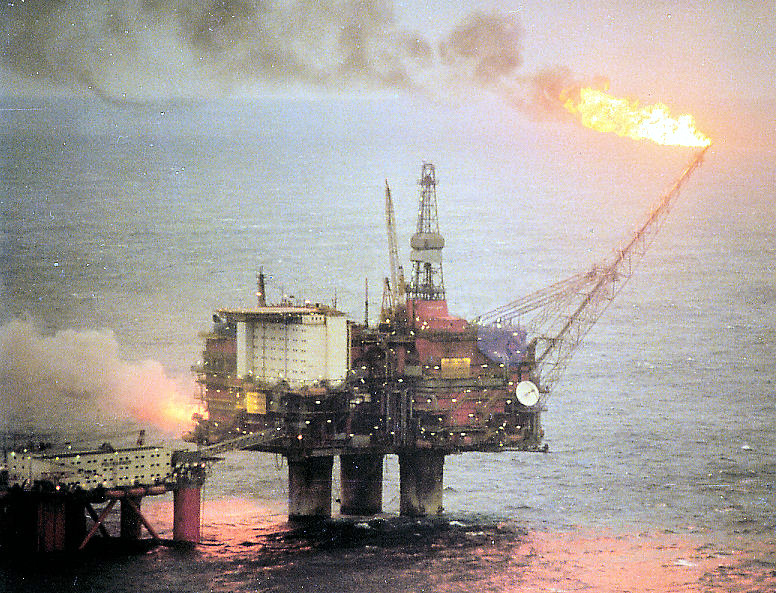
تجري أحداث اللعبة على منصة حفر نفطية بحرية في بحر الشمال.

أُعلن عن اللعبة في يونيو 2023، وصدرت لمنصات مايكروسوفت ويندوز وبلاي ستيشن 5 وإكس بوكس سيريس إكس وسيريس إس في يونيو 2024. تلقت اللعبة تقييمات إيجابية بشكل عام، حيث أشاد النقاد بـ قصة اللعبة والأجواء والرسوميات وتصميم الصوت وأداء الأصوات. ومع ذلك، وُجّهت بعض الانتقادات إلى أسلوب اللعب وهيكليتها الخطية وطولها العام.